# Берски византийски музей
Берският византийски музей (на гръцки: Βυζαντινό Μουσείο Βέροιας) е музей в град Бер (Верия), Гърция, посветен на средновековната история на региона.

## История
Византийският музей отваря врати в 2002 година. Настанен е в старата воденица Маркос до градските стени на Бер, на границите на стария квартал Кириотиса. Музеят излага на три етажа експонати от византийско и поствизантийско време от Берско – сбирка преносими икони, стенописи, подови мозайки от църквата „Свети Патапий“ в Бер, ръкописи и старопечатни книги, керамични произведения, монети и дърворезба, мраморни надписи, миниатюри.
- Икони от музея
- Богородица Сладколюбеща (Пелагонитиса), II половина на XIV век
- Богородица Елеуса, около 1400 г.
- Богородица Неувяхващо цвете, I половина на XVIII